# Anna Judic
Anna Judic, nata Anna Damiens (Semur-en-Auxois, 18 luglio 1849 – Costa Azzurra, 15 aprile 1911), è stata un soprano e attrice teatrale francese.

## Biografia
Anne Marie-Louise Damiens nel 1866 entra al Conservatoire national supérieur d'art dramatique di Parigi e nel 1869 è Madeleine nella prima assoluta dell'operetta Un mariage au gros sel di Frédéric Barbier nel Théâtre de l'Eldorado di Parigi. La storia della sua vita che narrò a Émile Zola, ispirò lo scrittore per la stesura nel 1880 di Nanà.